# Punkt typograficzny
Punkt typograficzny – podstawowa jednostka długości stosowana w systemach miary wielkości czcionek i innych elementach typograficznych. W systemach tych wszystkie wielkości czcionek i innych elementów typografii są podawane jako wielokrotność punktu typograficznego.
We wszystkich trzech powszechnie stosowanych systemach punkt typograficzny ma dość zbliżoną długość, która wynosi od 0,3514 do 0,3759 mm. Różnią się one głównie nazewnictwem wielkości tworzonych z wielokrotności punktu.

## Historia systemów miar typograficznych
Jednej z pierwszych prób ujednolicenia miar drukarskich dokonał w 1737 r. Pierre Simon Fournier. To on, w opracowanym przez siebie systemie miar, wprowadził pojęcie punktu typograficznego. Za podstawę wyznaczającą wielkość tego punktu przyjął ówczesną miarę długości – stopę francuską, dzieloną na 12 cali, cal na 12 linii, a linię na 12 punktów. System ten wkrótce potem uległ zmianie z powodu zastąpienia stopy francuskiej stopą paryską. Na niej właśnie w 1775 r. François-Ambroise Didot oparł swój system jednostek stosowany do dziś.
Po wprowadzeniu systemu metrycznego ponownego określenia jednostki punktu typograficznego dokonał Herman Berthold. Przeliczył on jednostki miar Didota na jednostki metryczne przy założeniu, że 798 punktów równa się 30 cm, a jeden punkt typograficzny to 1/2660 część metra.
Obowiązujący w krajach anglosaskich system pica został przyjęty w 1886 r. pod nazwą American Point System. Za podstawę przyjęto stopę typograficzną.

## Trzy systemy oznaczania wielkości punktu typograficznego
W czasach tradycyjnego zecerstwa obowiązywały na świecie dwa systemy drukarskich miar typograficznych. W Stanach Zjednoczonych i Wielkiej Brytanii był to system Pica, a w pozostałej części Europy, w tym w Polsce, system Didota. Obecnie standardem są miary zaimplementowane w specyfikacji PostScriptu stosowanego masowo w DTP. Powstały one na bazie systemu Pica po takim zaokrągleniu wielkości, aby całkowita liczba punktów składała się na jeden cal.
System Didota:
- 1 punkt typograficzny = 1/2660 m = 0,3759 mm
- cycero = 12 punktów = 4,5113 mm
- kwadrat = 4 cycera = 48 punktów = 18,0451 mm

System Pica
- 1 punkt typograficzny (zwany także punktem amerykańskim) = 1/12 pica = 0,3514 mm
- 1 pica (wym. „pajka”) = 4,2169 mm = 1/72 stopy typograficznej[3]

PostScript
- 1 punkt typograficzny postscriptowy (cyfrowy) = 1/72 cala = 0,3528 mm
- 1 pica = 1/6 cala = 4,2333 mm = 1/72 stopy angielskiej

W programach do składu tekstu stosowane są różne oznaczenia, np. 1p oznacza 1 pica, a 1pt oznacza 1 punkt (systemu Pica). W Polsce 1 p. oznacza jeden punkt systemu Didota. W systemie TeX/LaTeX punkt systemu Didota to 1 dd, punkt systemu Pica to 1 pt, punkt postscriptowy to 1 bp, pica to 1 pc, a cycero to 1 cc.
W programach do składu zazwyczaj istnieje możliwość definiowania przeliczników i określania przez to, w jakim systemie będą podawane jednostki.

## Tradycyjne nazwy wielkości typograficznych
Wielokrotności jednego punktu typograficznego mają swoje nazwy zwyczajowe, które obowiązywały w epoce ręcznego składu, a więc jeszcze na początku lat 90. XX w. Dziś nadal część redaktorów technicznych (a także plastyków) starszego pokolenia używa tych nazw, co może prowadzić do nieporozumień ze współpracującymi z nimi operatorami programów komputerowych. Nazwy te były używane nie tylko w stosunku do wysokości czcionek, ale także wszelkich innych wymiarów na rozrysowanych kolumnach.

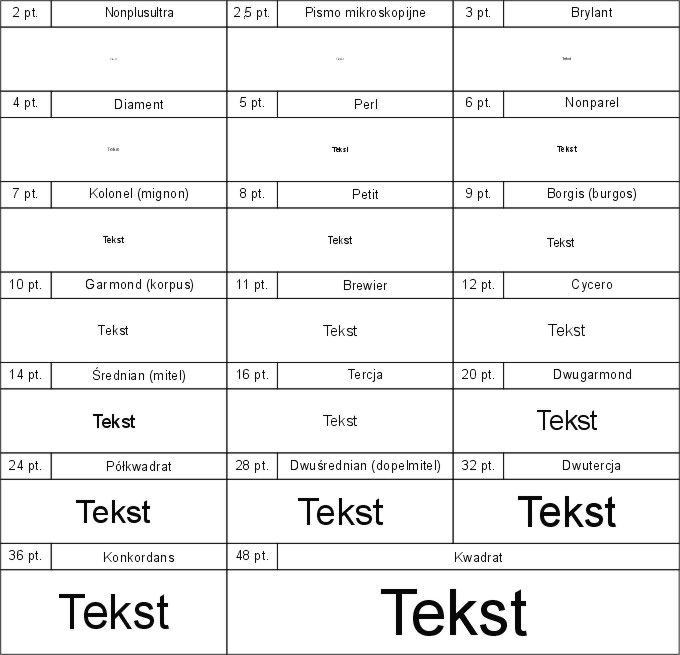
Uwaga:grafika podaje poprawne nazwy i wielkości, ale wielkość czcionek na obrazku nie jest proporcjonalna.

Nazwy te mają bardzo mocne osadzenie w praktyce. W tradycyjnej drukarni drukarz miał do dyspozycji czcionki tylko w tych wielkościach, oraz czcionki wielkości 60 i 72 pt, które nie mają swoich popularnych nazw własnych. Wszystkie inne rozmiary, czyli rozmiary pośrednie zdarzały się niezmiernie rzadko. Wraz z pojawieniem się DTP nastąpił poważny wzrost możliwości kompozycyjnych, ponieważ fonty, w odróżnieniu od czcionek, umożliwiają stosowanie dowolnych wielkości. Co prawda w programach biurowych występują różne ograniczenia, np. możliwość zmiany rozmiaru czcionki skokowo o pół punktu, ale w profesjonalnych programach do składu możliwości te są praktycznie nieograniczone.
Wszystkie tradycyjne nazwy i małe wielkości typograficzne były powszechnie stosowane do ustalania wielkości czcionek oraz wymiarowania justunku drobnego. W tradycyjnej zecerni justunek uzyskiwano za pomocą odpowiedniej wielkości blaszek lub sztabek metalowych wstawianych pomiędzy i dookoła czcionek. Był to tzw. materiał zecerski ślepy, czyli niedrukowalny. Justunek wypełniał wszystkie puste miejsca. Justunek drobny umożliwiał powiększenie odległości, np. między znakami, wierszami etc. Do określania innych, większych wymiarów, jak np. rozmiar całej kolumny czy szerokość wiersza stosowano głównie cycera i kwadraty, które były traktowane jak odrębne jednostki. Przy precyzyjnym wymiarowaniu tabel używano wszystkich nazw. Ponadto stosowano mieszane określenia podając jednocześnie nazwy zwyczajowe i punkty.
Przykład kilku sposobów tradycyjnego podawania tego samego wymiaru:
- 3 kwadraty, 2 cycera i 6 punktów
- 3 kwadraty, 2 i pół cycera
- 3 i pół kwadrata, i 6 punktów
- 14 i pół cycera.